# Dân Nhạc
Dân Nhạc (chữ Hán phồn thể: 民樂縣, chữ Hán giản thể: 民乐县, bính âm: Mínlè Xiàn, âm Hán Việt: Dân Nhạc huyện) là một huyện thuộc địa cấp thị Trương Dịch, tỉnh Cam Túc, Cộng hòa Nhân dân Trung Hoa. Huyện này có diện tích 3687 km² dân số năm 2004 là 240.000 người. Mã số hành chính của Dân Nhạc là 734500. Chính quyền Dân Nhạc đóng ở trấn Hồng Thủy. Về mặt hành chính, Dân Nhạc được chia thành 4 trấn, 7 hương. 
- Trấn: Thành Quan, Lục Bá, Tân Thiên và Nam Cổ.
- Hương: Nam Phong, Vĩnh Cố, Hồng Thủy, Dân Liên, Tam Bảo, Thuận Hóa và Phong Nhạc.